# Petrovski (Prókhorovka)
|  | Per a altres significats, vegeu «Petrovski». |

Petrovski - Петровский (rus) - és un poble (un khútor) de l'óblast de Bélgorod, a Rússia. El 2010 tenia 13 habitants. Pertany al districte (raion) de Prókhorovka.